# Padangcola jacobsoni
Padangcola jacobsoni – gatunek kosarza z podrzędu Laniatores i rodziny Epedanidae. Jedyny znany przedstawiciel monotypowego rodzaju Padangcola.